# Hemicyclopora polita
Hemicyclopora polita är en mossdjursart som först beskrevs av Norman 1864.  Hemicyclopora polita ingår i släktet Hemicyclopora och familjen Romancheinidae. Utöver nominatformen finns också underarten H. p. mucronata.